# Pakhra
La Pakhra (en russe : Пахра) est une rivière de l'oblast de Moscou, en Russie et un affluent droit de la Moskova, dans le bassin hydrographique de la Volga.

## Géographie
La Pakhra est longue de 135 km et draine un bassin de 2 580 km2. Son débit moyen est de 9,95 m3/s à 36 km de l'embouchure.
La Pakhra prend sa source à une cinquantaine de kilomètres au sud-ouest de Moscou et se dirige vers l'est pour se jeter dans la Moskova au sud-est de Moscou, près de Miatchkovo (en russe : Мячково). Elle est gelée de novembre-décembre à fin mars-avril.
Ses principaux affluents sont les rivières Motcha, Desna.
La ville de Podolsk est arrosée par la Pakhra, ainsi que Chichkine Less, Krasnaïa Pakhra, Doubrovitsy, Iam.

## Source
- Grande Encyclopédie soviétique